# Jacqueline Thome-Patenôtre

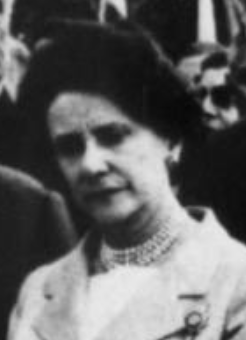
Jacqueline Thome-Patenotre, 1966

Jacqueline Thome-Patenôtre (* 3. Februar 1906 in Paris; † 2. Juni 1995 in Rambouillet) war eine französische Politikerin.

## Leben
Von 1947 bis 1983 war sie Bürgermeisterin der Stadt Rambouillet. Ihr folgte im Amt als Bürgermeister Gérard Larcher. Thome-Patenôtre wurde Mitglied der liberalen Parti radical de gauche. Vom 8. Dezember 1946 bis 15. Januar 1959 war sie Senatorin im Senat von Frankreich. Von 1958 bis 1978 war Thome-Patenôtre Abgeordnete in der Nationalversammlung. Von 1984 bis 1989 war sie Abgeordnete im Europäischen Parlament. Thome-Patenôtre war Alterspräsidentin des Europäischen Parlamentes. Sie war verheiratet.
Kirchheim unter Teck, die deutsche Partnerstadt von Rambouillet, hat 1979 beschlossen, Jacqueline Thome-Patenôtre für ihren unermüdlichen Einsatz das Ehrenbürgerrecht zu verleihen.